# Christian Hoße
Christian Hoße (* 10. September 1988 in Haan) ist ein deutscher Handballspieler.

## Karriere
Christian Hoße begann mit sechs Jahren beim DJK Unitas Haan mit dem Handball. In der C-Jugend wechselte er zur SG Solingen, mit der er deutscher B- und A-Jugendmeister wurde. Ab 2007 stand der 1,80 Meter große Linksaußen beim Bergischen HC unter Vertrag, mit dem er in der zweiten und ersten Liga spielte. Ab der Saison 2017/18 lief er für den HC Rhein Vikings auf. 2019 verließ er den Verein.